# Музей Вооружённых сил Норвегии
Музей Вооруженных сил Норвегии, иные названия Музей Обороны Норвегии (норв. Forsvarsmuseet - Музей обороны) или Музей военной истории Норвегии, находится вне внутреннего бастиона крепости Акерсхус в Осло (Норвегия) и на территории внешнего бастиона, дом 62. 
Ранее музей носил название Hærmuseet - Музей Армии. А еще ранее - Артиллерийский музей. Музей Вооруженных Сил - главный музей Норвегии из музеев Вооруженных Сил страны.
По состоянию на 1 сентября 2012 года вход в музей бесплатный. Одного дня мало для посещения музея.

## История музея
Музей был создан в 1946 году, когда два бывших военных музея Музей Артиллерии (основан в 1860) и Интендантский Музей (создан в 1928 году) были объединены под названием Hærmuséet - Музей Армии. Сначала музей был открыт только для военнослужащих, а в 1978 году был открыт для публики королём Олавом V под названием Музей Вооруженных сил.
Музей расположен внутри крепости Акерсхус, но вне стен внутреннего бастиона крепости, в одном из старых военных арсеналов с 1860-х.

## Цель музея и его экспозиции
Основная цель музея - показать норвежскую военную историю с времён викингов по настоящее время.
По пути, до входа в здание музея, расставлено часть экспонатов музея: артиллерийские орудия, стволы старых пушек, танки.
Музей состоит из шести отделов:
- Древние времена и военная история с времен викингов до 1814 года.
- Военная история с 1814 до 1905.
- Военная история с 1905 до 1940.
- Сухопутные сражения Второй Мировой войны с 1940 по 1945 год.
- Морские сражения Второй Мировой войны с 1940 по 1945.
- После Второй Мировой войны - военная история с 1945 по настоящее время.

Музей очень интересен тем, что экспозиции подобраны красиво - используются манекены в униформе военных соответствующих времён; большое количество стрелкового оружия, орудий и техники рядом с манекенам; созданы композиции с манекенами, военной техникой (например, немцы едут на мотоцикле и норвежские стрелки сопротивления в ожидании); макеты крепостей и сражений; и так далее. Есть довольно интересные экспонаты - например, пушка на лыжах, гаубица разработанная и производимая в Норвегии, норвежская униформа разных времён и родов войск, иные экспонаты.
Кроме того, есть периоды специальных выставок.
В дополнение к пропаганде военной истории Норвегии (особенно для школьных групп), как к основной миссии, музей является главным военным музеем страны.